# Tmarus albisterni
Tmarus albisterni är en spindelart som beskrevs av Cândido Firmino de Mello-Leitão 1942. 
Tmarus albisterni ingår i släktet Tmarus och familjen krabbspindlar. Inga underarter finns listade i Catalogue of Life.